# Члены-корреспонденты НАН Армении
Национальная академия наук Республики Армения основана в 1943 году (до 1991 — Академия наук Армянской ССР, в 1991—1993 — Академия наук РА, нынешнее название с 1993). Членами-корреспондентами Национальной академии наук Республики Армения (НАН РА) избираются учёные, обогатившие науку трудами первостепенного научного значения. Члены-корреспонденты НАН РА избираются общим собранием академии не чаще[уточнить], чем раз в три года, членство в академии пожизненное. Обязательным требованием для кандидатов в члены-корреспонденты НАН РА является наличие гражданства Республики Армения.
Ниже приведён актуальный список членов-корреспондентов НАН РА.
Для каждого члена-корреспондента указана дата рождения; год избрания; отделение академии, в котором он состоит; специализация, по которой он был избран и (в свёрнутом виде) описание области научных исследований по данным базы академии, а также учёная степень.
Всего в списке 41 член-корреспондент (мужчин — 38, женщин — 3), из них членов президиума — 4, вице-президент НАН РА — 1.

## Список членов-корреспондентов
Легенда
Отделения НАН РА
- ОМТН — Отделение математических и технических наук НАН РА (академик-секретарь — академик НАН РА Ленсер Агаловян[3])
- ОФА — Отделение физики и астрофизики НАН РА (академик-секретарь — академик НАН РА Радик Костанян[3])
- ОЕН — Отделение естественных наук НАН РА (академик-секретарь — член-корреспондент НАН РА Рубен Арутюнян[арм.][3])
- ОХНЗ — Отделение химии и наук о земле НАН РА (академик-секретарь — академик НАН РА Левон Тавадян[3])
- ОАОН — Отделение арменоведения и общественных наук НАН РА (академик-секретарь — академик НАН РА Юрий Суварян[3])

Цветовые выделения

Жёлтым цветом выделен вице-президент НАН РА.

Серым цветом выделены члены президиума НАН РА.
| Полное имя                     | Дата рождения | Год избр. | Отд. | Специализация (сфера исследований) | Степень     | Прим.         |
| ------------------------------ | ------------- | --------- | ---- | --- | ----------- | ------------- |
| Абраамян, Левон Амаякович      | 02.01.1947    | 2006      | ОАОН | Этнография (традиционная и современная этнография, идентичность, сравнительная мифология, древняя и современная ритуальные системы и культура коренных народов Австралии; история этнологии) | к.и.н.      | [ 4 ]         |
| Авакян, Роланд Мамиконович     | 18.09.1944    | 2006      | ОФА  | Физика/астрофизика (Общая теория относительности и альтернативные теории гравитации и их астрофизические приложения /белые карлики, нейтронные звезды, пульсары, космология/, симметрии в квантовой физике) | д.ф.-м.н.   | [ 5 ]         |
| Аветисян, Ара Сергеевич        | 14.09.1958    | 2006      | ОМТН | Механика (механика сплошной среды, линейная электроупругость, нелинейная электромагнитная упругость) | д.ф.-м.н.   | [ 6 ]         |
| Аветисян, Павел Седракович     | 20.11.1957    | 2014      | ОАОН | Археология | д.и.н.      | [ 7 ]         |
| Агасян, Арарат Владимирович    | 11.08.1956    | 2014      | ОАОН | Искусствоведение | д.искусств. | [ 7 ]         |
| Арутюнян, Рубен Михайлович     | 23.09.1946    | 2006      | ОЕН  | Генетика и молекулярная биология (мутагенез и антимутагенез; молекулярная цитогенетика; экологическая и токсикологическая генетика) | д.б.н.      | [ 8 ]         |
| Асланян, Левон Акопович        | 17.12.1945    | 2014      | ОМТН | Информатика (дискретный анализ – алгоритмы и оптимизация, теория распознавания образов, информационные технологии) | д.ф.-м.н.   | [ 7 ] [ 9 ]   |
| Асратян, Мурад Маргарович      | 20.06.1935    | 2006      | ОАОН | Искусство, искусствоведение (история раннехристианской и средневековой армянской архитектуры, связи и параллели между армянской архитектурой и строительным искусством сопредельных стран) | д.архит.    | [ 10 ]        |
| Ахумян, Арсен Александрович    | 06.05.1950    | 2014      | ОФА  | Радиофизика (физика и техника миллиметровых и субмиллиметровых волн, высокотемпературная сверхпроводимость, радиолокационные и телекоммуникационные системы) | д.ф.-м.н.   | [ 7 ] [ 11 ]  |
| Варданян, Жирайр Амаякович     | 28.08.1952    | 2010      | ОЕН  | Ботаника (дендрология, лесоведение) | д.б.н.      | [ 12 ] [ 13 ] |
| Гаспарян, Седа Керобовна       | 30.06.1946    | 2014      | ОАОН | Языкознание (филология английского языка) | д.филол.н.  | [ 7 ] [ 14 ]  |
| Геворгян, Емил Сосевич         | 27.06.1947    | 2006      | ОЕН  | Биофизика (биохимия и молекулярная биология гормонов) | д.б.н.      | [ 15 ] [ 16 ] |
| Данагулян, Геворг Грачевич     | 10.03.1951    | 2010      | ОХНЗ | Органическая химия (химия азотистых гетероароматических систем; нуклеофильные рециклизации пиримидинов; химия биологически активных конденсированных и моноциклических пиримидинов) | д.х.н.      | [ 12 ] [ 17 ] |
| Дарбинян, Армен Размикович     | 23.01.1965    | 2006      | ОАОН | Экономика (построение эффективных экономических и политических моделей для стран переходного периода, их сравнительный анализ) | д.э.н.      | [ 18 ]        |
| Долуханян, Аэлита Гургеновна   | 14.02.1942    | 2010      | ОАОН | Литературоведение (средневековая армянская литература, деятельность европейских арменоведов, составление научно-критических текстов армянских тагасацов) | д.филол.н.  | [ 12 ] [ 19 ] |
| Ишханян, Артур Михайлович      | 18.05.1960    | 2006      | ОФА  | Физика (атомная, молекулярная и оптическая физика, физика поверхности, нелинейная физика, математическая физика) | д.ф.-м.н.   | [ 20 ]        |
| Казарян, Виген Оганесович      | 16.03.1943    | 2010      | ОАОН | Искусствоведение (книжная живопись отд. миниатюристов и рукописей, особенности перспективы, цвета, повествования, иконографии и формотворчества в армянской средневековой миниатюре, каллиграфия, соотношения текста, сюжетных миниатюр и орнамента в книжном искусстве великой Армении и Киликии, иконография средневекового орнамента, изучение и научная публикация армянских уникальных средневековых текстов по теории искусства̀, значение модернизма в становлении армянского искусство нового и новейшего времени, самобытность армянского средневекового искусства по исследованиям иностранных искусствоведов) | д.искусств. | [ 12 ] [ 21 ] |
| Киракосян, Альберт Аветисович  | 24.05.1942    | 2006      | ОФА  | Физика конденсированных сред (физика твердого тела, физика полупроводников, теоретическое исследование физических характеристик низкоразмерных твердотельных структур, некоторые вопросы физики экситонов и электроники дислокаций) | д.ф.-м.н.   | [ 22 ] [ 23 ] |
| Майрапетян, Степан Хачатурович | 24.10.1939    | 2000      | ОЕН  | Сельскохозяйственные науки (беспочвенное культивирование лекарственных, эфиромасличных и красильных растений, разработка физиолого-биохимических, агрохимических и биотехнологических основ их гидропонического производства) | д.с.-х.н.   | [ 24 ]        |
| Манасян, Александр Саргисович  | 07.09.1940    | 2006      | ОАОН | Философия (философия и методология науки, философские проблемы естествознания) | д.филос.н.  | [ 25 ]        |
| Манвелян, Левон Рафаелович     | 18.04.1938    | 2000      | ОЕН  | Биология (нейрофизиология, нейронная и синаптическая организация двигательных ядер ствола мозга) | д.б.н.      | [ 26 ]        |
| Матевосян, Грант Генрикович    | 10.07.1947    | 2010      | ОФА  | Физика плазмы | д.ф.-м.н.   | [ 12 ] [ 27 ] |
| Меликян, Армен Овикович        | 21.05.1942    | 2014      | ОФА  | Лазерная физика (нелинейная оптика, оптика металлических наночастиц, физика твердого тела) | д.ф.-м.н.   | [ 7 ] [ 28 ]  |
| Меликян, Армен Рафикович       | 20.03.1961    | 2006      | ОЕН  | Теоретическая медицина (разработка методов новых эндоскопических и лапароскопических операций) | д.м.н.      | [ 29 ]        |
| Меликян, Вазген Шаваршович     | 29.01.1956    | 2014      |      | Микроэлектроника (моделирование микроэлектронных схем, проектирование и оптимизация ИС с низким энергопотреблением и высоким быстродействием) | д.т.н.      | [ 7 ] [ 30 ]  |
| Мелконян, Рафаел Левонович     | 29.11.1934    | 2000      | ОХНЗ | Геология (региональная геология, геодинамика, петрология, металлогения, изотопная геология) | д.г.-м.н.   | [ 31 ]        |
| Мкртчян, Артак Генрикович      | 20.11.1963    | 2014      | ОФА  | Физика конденсированных сред, акустика (физика конденсированных сред, акустика. акустофизика, материаловедение, научное приборостроение) | д.ф.-м.н.   | [ 7 ] [ 32 ]  |
| Нахапетян, Борис Сергеевич     | 05.03.1946    | 2014      | ОМТН | Математика (теория вероятностей, математическая статистическая физика) | д.ф.-м.н.   | [ 7 ] [ 33 ]  |
| Оганесян, Генрик Ваганович     | 03.06.1936    | 2006      | ОАОН | Искусство, искусствоведение (история развития древнеармянского и средневекового армянского театра, западноармянского и восточноармянского театров XIX века, теория сценического слова, природа сценического искусства) | д.искусств. | [ 34 ]        |
| Оганесян, Лаврентий Шагенович  | 12.02.1944    | 2010      | ОАОН | Языковедение (всеобъемлющее исследование лексики грабара, выявление функциональных особенностей исконно армянских и заимствованных слов; выявление связей грабара и карабахского диалекта; этимология слов; словарь грабара) | д.филол.н.  | [ 12 ] [ 35 ] |
| Папоян, Арам Вардгесович       | 25.12.1959    | 2010      | ОФА  | Лазерная физика (Лазерная физика, атомная физика, квантовая и нелинейная оптика) | д.ф.-м.н.   | [ 12 ] [ 36 ] |
| Парсамян, Эльма Суреновна      | 23.12.1929    | 2000      | ОФА  | Астрофизика (физика кометарных и планетарных туманностей, вспыхивающие звезды, звезды типа τ Тельца, фуоры, субфуоры, древнейшая астрономия в Армении, Мецамор, Зорац Кар (Карахундж) | д.ф.-м.н.   | [ 37 ]        |
| Петросян, Степан Григорьевич   | 18.07.1951    | 2010      |      | Физика конденсированных сред (полупроводниковая электроника) | д.ф.-м.н.   | [ 12 ] [ 38 ] |
| Саакян, Артур Артушович        | 02.05.1956    | 2006      | ОМТН | Математика (ортогональные ряды, всплески, анализ Фурье, теория приближений, многомерная полиномиальная интерполяция) | д.ф.-м.н.   | [ 39 ]        |
| Саркисян, Артём Егишевич       | 28.10.1942    | 2006      | ОАОН | Языкознание (структурное описание языков, фонетика, словарный запас, грамматика, география и языковые вопросы) | д.филол.н.  | [ 40 ]        |
| Саркисян, Самвел Оганесович    | 05.12.1944    | 2006      |      | Механика (классическая теория упругости, теория тонких пластин и оболочек, контактные задачи, электромагнитная механика, несимметричная /моментная, микрополярная/ теория упругости) | д.ф.-м.н.   | [ 41 ]        |
| Севада, Оганесян Мкртичевич    | 30.07.1948    | 2006      | ОХНЗ | Геофизика (Математическая геофизика, построение плотностной модели земной коры, теория и методика решения трехмерных задач геофизики) | д.ф.-м.н.   | [ 42 ]        |
| Топузян, Виген Оникович        | 18.02.1951    | 2014      | ОХНЗ | Органическая химия (органический синтез, конструирование и синтез физиологически активных соединений на основе аминокислот, пептидов, а также азотсодержащих гетероциклов; исследование химических свойств производных ненасыщенных аминокислот и пептидов) | д.х.н.      | [ 7 ] [ 43 ]  |
| Харатян, Альберт Арменакович   | 24.09.1939    | 2010      | ОАОН | История (история армянской периодики и общественной мысли, характеристика армянских общественных течений и их представителей, армянские колонии Константинополя и Смирны) | д.и.н.      | [ 12 ] [ 44 ] |
| Харатян, Сурен Левонович       | 01.09.1948    | 2010      | ОХНЗ | Физическая и неорганическая химия (кинетика быстрых высокотемпературных химических реакций в твердой фазе; самораспространяющийся высокотемпературный синтез и технология неорганических материалов) | д.ф.-м.н.   | [ 12 ] [ 45 ] |
| Шукурян, Артур Кимович         | 03.05.1956    | 2014      | ОЕН  | Медицина (оториноларингология) | д.м.н.      | [ 7 ]         |

## Статистика членов-корреспондентов НАН Армении
40 % от состава членов-корреспондентов НАН Армении составляют учёные со степенью доктора физико-математических наук, большинство из них (почти треть от всех членкоров) — физики различных направлений.
Средний возраст ныне живущих членов-корреспондентов НАН РА на май 2015 года превышает 69 лет. Старейшему из ныне живущих членкоров, астрофизику Эльме Суреновне Парсамян, на 23 декабря 2024 года — 95 лет. Самый молодой член-корреспондент — бывший премьер-министр Армении экономист Армен Размикович Дарбинян, родившийся 23 января 1965 года. Он же был избран в текущий статус в наиболее раннем возрасте (41 год). В наиболее пожилом возрасте из нынешнего состава академии (72 года) избран физик Армен Овикович Меликян.
|  |